# Ibrahima Traoré (gwinejski piłkarz)
Ibrahima Traoré (ur. 21 kwietnia 1988 w Villepinte) – gwinejski piłkarz grający na pozycji pomocnika. Najczęściej gra na pozycji lewego skrzydłowego.

## Kariera
Karierę zaczynał w drużynach Charenton i Levallois SC. 1 stycznia 2007 roku przeszedł do Herthy Berlin. Debiut w Bundeslidze zaliczył 9 grudnia 2007 w meczu przeciwko 1. FC Nürnberg. W 2009 roku podpisał dwuletni kontrakt z FC Augsburg. Następnie grał w VfB Stuttgart, a w 2014 roku przeszedł do Borussii Mönchengladbach. Grał w niej do 2021 roku.
W 2010 roku zadebiutował w reprezentacji Gwinei.